# Rattus satarae
Rattus satarae  (Hinton, 1918) è un roditore della famiglia dei Muridi endemico dell'India meridionale.

## Descrizione

### Dimensioni
Roditore di medie dimensioni, con la lunghezza della testa e del corpo tra 157 e 190 mm, la lunghezza della coda tra 153 e 235 mm, la lunghezza del piede tra 27,5 e 34,5 mm e la lunghezza delle orecchie tra 21 e 26,5 mm.

### Aspetto
La pelliccia è lunga, soffice e densa. Le parti superiori sono bruno-dorate, cosparse di lunghi peli nerastri, mentre le parti inferiori sono bianco crema. I piedi sono bruno-giallastri. La coda è più lunga della testa e del corpo ed è uniformemente bruno-grigiastra. Il numero cromosomico è 2n=42.

## Biologia

### Comportamento
È una specie arboricola. Costruisce nidi nelle chiome degli alberi. Scende al suolo raramente.

### Alimentazione
Si nutre di frutta e insetti.

## Distribuzione e habitat
Questa specie è endemica di tre aree nei Ghati Occidentali: Satara, nel Maharashtra, nel Distretto dei Nilgiri nel Tamil Nadu e Coorg nel Karnataka.
Vive nelle foreste umide decidue montane e sempreverdi tra 700 e 2.150 metri di altitudine. È molto sensibile al disturbo ambientale.

## Conservazione
La IUCN Red List, considerato l'areale limitato e frammentato e il continuo declino nella qualità del proprio habitat e nel numero di individui adulti, classifica R.satarae come specie vulnerabile (VU).